# Такада, Кендзо

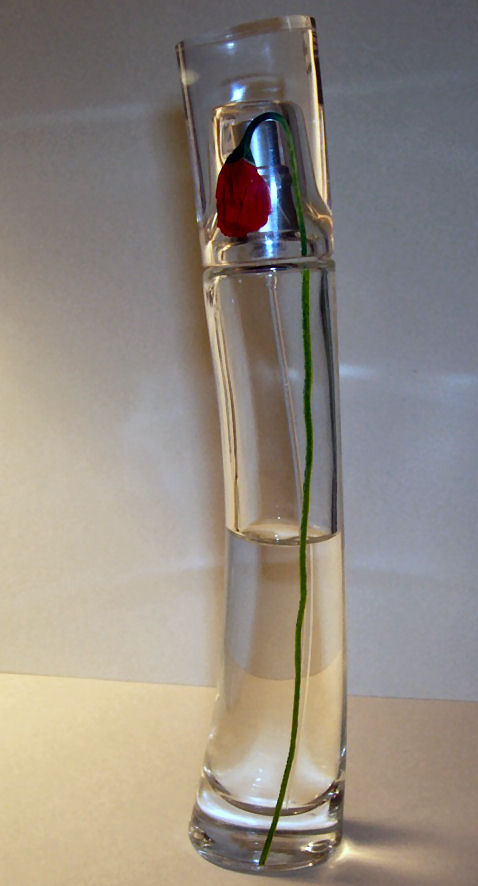
Духи марки Kenzo

Ке́ндзо Такада (яп. 高田 賢三 Такада Кэндзо:, 27 февраля 1939 года, Химэдзи – 4 октября 2020 года, Нёйи-сюр-Сен) — японский модельер и дизайнер, основатель бренда Kenzo.

## Биография
Кендзо родился 27 февраля 1939 года в уезде Кандзаки префектуры Хёго (в настоящее время город Химэдзи). Кендзо был последним, пятым ребенком в семье владельца чайного домика.
В 1958 году Кендзо начинает своё обучение в колледже Бунка, одной из самых респектабельных школ моды в Токио. В 1965 году он переезжает в Париж, где в 1970 уже его первая демонстрация моделей женской одежды вызывает большой интерес. Журнал моды ELLE публикует на своей обложке одну из моделей с выставки Кендзо. После этого первого успеха карьера в мире моды у Кэндзо Такады быстро пошла в гору. В 1971 году он демонстрирует свою коллекцию в Нью-Йорке и в Японии. В 1972 ажиотаж вокруг демонстрации его моделей так велик, что Кендзо был вынужден её прервать. В том же году мастер получает премию Fashion Editor Club of Japan.
Кендзо не чуждался диковинных и экзотических приёмов при продвижении своих работ. Так, в 1978 и в 1979 годах он устраивал знакомство со своей коллекцией в цирке-шапито. При этом по манежу скакали на конях акробатки в совершенно прозрачных одеждах, а сам Кендзо разъезжал на слоне.
С 1983 года Кендзо начинает также заниматься и мужской модой. В 1984 Министерство культуры Франции наградило его Орденом искусств и литературы (степень кавалера). С 1988 года начался выпуск парфюмерии под маркой Кендзо.
В 1987 году были выпущены первые линии детской одежды и товаров для дома.
В 1988 году бренд выпустил первую парфюмерную линию. Первым ароматом бренда стал женский Kenzo Parfum.
В 1991 Кендзо выпустил первый мужской аромат Kenzo Pour Homme.
В 1993 году торговая марка «Кenzo» была приобретена французским концерном LVMH, самым крупным в мире производителем предметов роскоши. На сегодняшний день дом моды Kenzo представляет коллекции:
- Kenzo Homme,
- Kenzo Jeans,
- Kenzo Jungle,
- Kenzo Enfant,
- Kenzo Bebe,
- Kenzo Accessories,
- Kenzo Maison,
- женскую и мужскую линию парфюмерии.

Продав бренд «Kenzo», Такада стал выпускать одежду под различными марками: Yume, Gokan Kobo, Takada, а также создал линию одежды для каталога La Redoute.
В 1999 году глава Модного дома официально объявил об уходе из компании.
В 2003 году концерн LVMH назначил Антонио Марраса креативным директором Kenzo.
В 2011 Антонио Маррас оставил должность креативного директора Kenzo, преемниками главы Модного дома стали Умберто Леон и Кэррол Лим, основатели нью-йоркской марки Opening Ceremony.
Спустя 17 лет после выхода в свет первой коллекции одежды Kenzo появляются духи той же марки. За тот не столь длинный промежуток времени, который Кендзо Такада провел в мире парфюмерии, под его руководством создается достаточно большое количество ароматов как для мужчин, так и для женщин. Многие из этих ароматов становятся весьма популярными:
- Духи Kenzo Ca Sent Beau
- Духи Kenzo L’eau par Kenzo
- Духи Kenzo Flower
- Духи Kenzo L’eau par Kenzo pour Homme
- Духи Kenzo Tokyo

Скончался от последствий COVID-19 в одной из парижских больниц 4 октября 2020 года на 82-м году жизни.